# Ieva Ilves

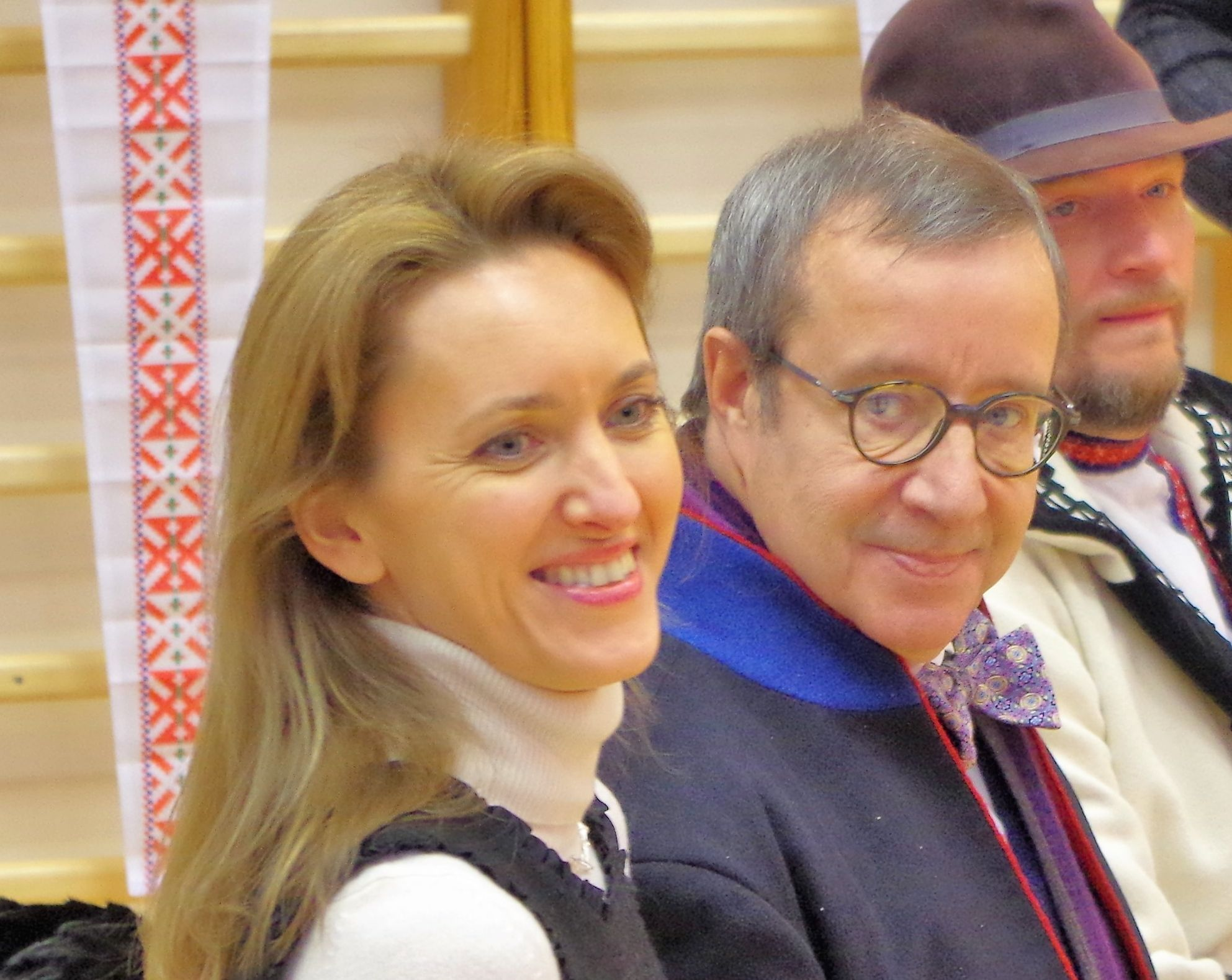
Ieva Ilves (zusammen mit ihrem Ehemann), 2016

Ieva Ilves (geb. Kupce; * 13. September 1977 in Riga) ist eine lettische Spitzenbeamtin. Sie heiratete im Januar 2016 den damaligen estnischen Staatspräsidenten Toomas Hendrik Ilves.

## Werdegang
Ieva Kupce wuchs in Limbaži und Salacgriva auf. Sie schloss ihr Studium an der Universität Lettlands in Riga ab. Ihren Master-Titel erhielt sie von der Johns Hopkins University in Baltimore.
Sie arbeitete seit 1997 für die lettische Regierung in verschiedenen Positionen der Außen- und Verteidigungspolitik. 2010/2011 war sie politische Beraterin des EU-Sonderbeauftragten für den Südkaukasus mit Sitz in Baku. Danach war Ieva Ilves im lettischen Verteidigungsministerium beschäftigt. Sie leitet dort das Koordinierungsreferat für Cyber-Sicherheitspolitik.
Bei der Europawahl in Lettland 2019 trat sie als Kandidatin des liberalen Wahlbündnisses Attīstībai/Par! an, verfehlte aber den Einzug ins Parlament. Aktuell ist sie als Beraterin für Lettlands Präsidenten Egils Levits im Bereich Informations- und Digitalpolitik tätig.

## Privatleben
Ieva Ilves war mit dem Diplomaten Ivars Pundurs (* 1966) verheiratet, der zeitweise lettischer Botschafter in Griechenland war. Mit ihm zusammen hat sie einen Sohn, Ralfs Jāni (* 2002), und aus einer Beziehung während ihrer Zeit in Baku eine Tochter, Isabella (* 2014).
Anfang Dezember 2015 gab der Pressesprecher des estnischen Staatspräsidenten die Verlobung von Ieva Kupce mit Toomas Hendrik Ilves bekannt. Das Paar heiratete am 2. Januar 2016 im südestnischen Halliste. Am 28. November 2016 wurde ihr gemeinsamer Sohn Hans Hendrik Ilves geboren. Im Dezember 2023 gab Ieva Ilves bekannt, dass sie und ihr Mann sich hätten scheiden lassen.